# On-Line Data Interchange
Das Protokoll On-Line Data Interchange (OLDI) ist ein Anwendungsprotokoll in der Flugsicherung. Es dient der Koordination von Flügen bei der Übergabe der Kontrolle an Luftraumgrenzen, die von verschiedenen Flugsicherungen überwacht werden.
Über eine OLDI-Verbindung zwischen den Automatisierungssystemen werden die für eine Koordination erforderlichen Informationen ausgetauscht und ersetzen eine Koordination mittels Telefon.